# LZ 10 Schwaben
Le Zeppelin LZ 10 Schwaben ou LZ 10 Schwaben  était un dirigeable allemand construit par la Luftschiffbau Zeppelin en 1911 et exploité par DELAG (Deutsche Luftschiffahrts-Aktiengesellschaft) pour le service de passagers. Il est considéré comme le premier aeronef transportant des passagers ayant connu un succès commercial.

## Conception
Le «Schwaben» mesurait 140,21 m de long, et disposait d'un volume de gaz de sustentation de 17 800 m3. Il était alimenté par trois moteurs Maybach de 145 chevaux chacun, offrant une vitesse maximale de 76 km/h. Le "Schwaben" a été le premier à utiliser ces moteurs, qui ont été généralisés à la plupart des Zeppelins plus tard. La structure de la coque cylindrique était maintenue par une quille triangulaire sur presque toute sa longueur, qui a été élargie pour accueillir la cabine passagers au milieu du vaisseau, avec une capacité de 20 personnes. Deux nacelles étaient suspendues à la quille: la nacelle avant contenant le poste de commande et un moteur, et la nacelle arrière contenant les deux autres moteurs. Les moteurs étaient équipés de deux paires d’hélices à pales en aluminium montées sur des supports de part et d’autre de la coque,,.

## Service commercial et accident

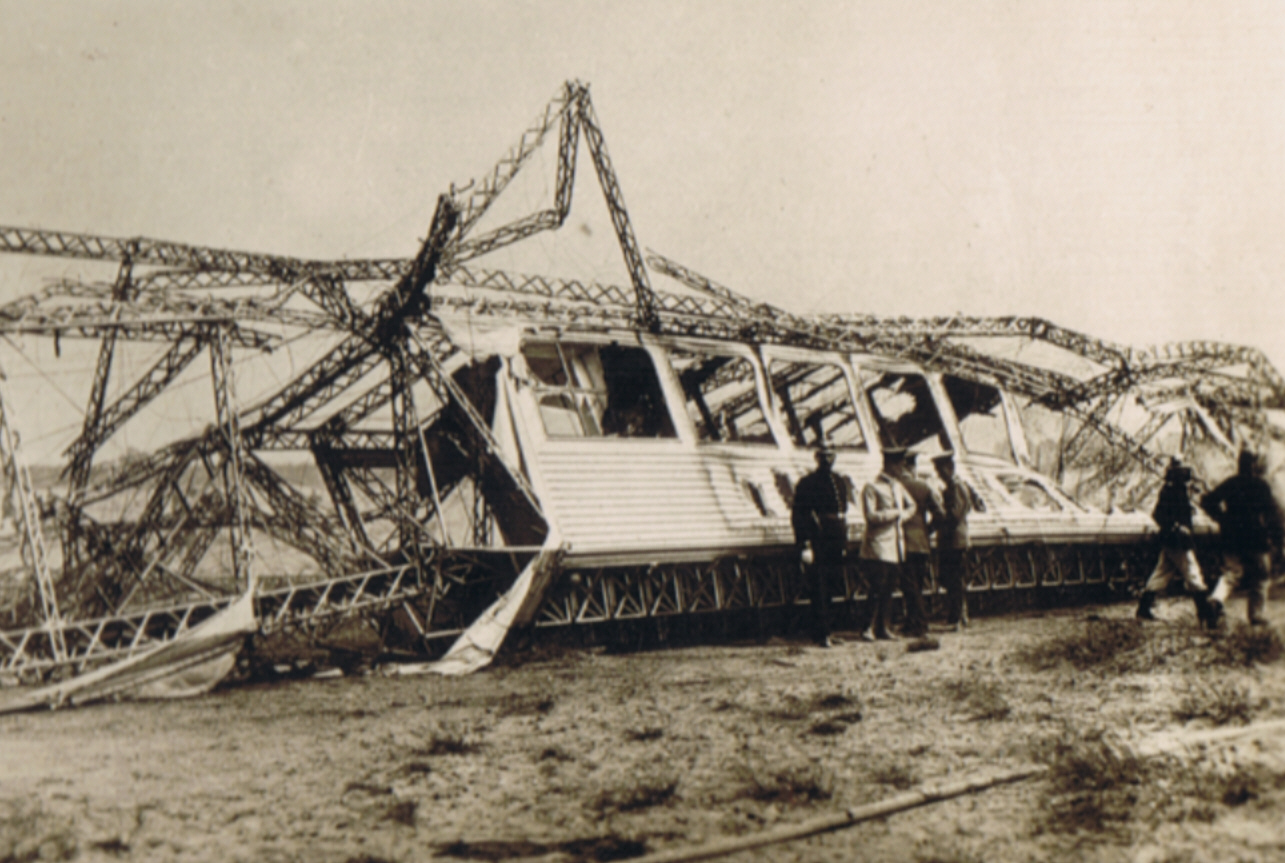
L'épave du Schwaben après l'incendie

Le  Schwaben  a été détruit lors d'un jour de fort vent, le 28 juin 1912 à l'aérodrome près de Düsseldorf,, Le vent l'empêchait de se mettre dans son hangar, il se détacha de ses amarres et se brisa son extra-dos. L'hydrogène a été enflammé par une étincelle provoquée par l'électricité statique accumulée dans les sacs à gaz en coton caoutchouté. Les sources diffèrent quant aux bilan humain subi: le New York Times a rapporté que "34 soldats ont été blessés", d'autres sources reportent 30 victimes ou encore 40 morts 

## de l'origine du personnel navigant commercial
Le LZ 10 Schwaben inaugura notamment le rôle du personnel navigant commercial à bord des aéronefs. L'Allemand Heinrich Kubis fut le premier agent de bord du monde, en 1912. Kubis ayant été chargé de la sécurité, de l'accueil et du confort des passagers à bord du DELAG Zeppelin LZ 10 Schwaben. (Il a ensuite opéré sur le tristement célèbre LZ 129 Hindenburg et fut à bord quand celui ci pris feu. Il a survécu en sautant par la fenêtre quand elle s'est approchée du sol).